# Dorota Fiut
Dorota Fiut (ur. 10 grudnia 1976) – polska lekkoatletka specjalizująca się w biegach średniodystansowych, medalistka mistrzostw Polski, reprezentantka Polski.

## Kariera sportowa
W swojej karierze reprezentowała m.in. Skrę Warszawa i Zawiszę Bydgoszcz. 
Jej największym sukcesem był srebrny medal zdobyty podczas Młodzieżowych Mistrzostw Europy (Turku 1997) w biegu na 800 metrów, z czasem 2:02,44. Reprezentowała także Polskę w tej samej konkurencji na mistrzostwach Europy juniorów w 1995 (odpadła w półfinale, z czasem 2:07,63), halowych mistrzostwach Europy w 1998 (odpadła w eliminacjach, z wynikiem  2:05,52 oraz dwukrotnie w zawodach I ligi Pucharu Europy - w 1998 (5. miejsce, z czasem 2:06,96) i 2000 (7. miejsce, z czasem 2:11,16).
Na mistrzostwach Polski seniorek na otwartym stadionie zdobyła pięć medali: srebrny na 800 metrów w 1997, brązowe na 800 metrów w 1999 i 2000 i brązowe na 1500 metrów w 1997 i 2001. Na halowych mistrzostwach Polski seniorek wywalczyła również pięć medali: srebrne w biegu na 800 metrów w 1996, 1998 i 1999, srebrny w biegu na 1500 metrów w 1999 i brązowy w biegu na 1500 metrów w 1997.         
Rekordy życiowe:
- bieg na 800 m - 2:00,99 (13.06.1997)
- bieg na 1000 m - 2:46,47 (29.05.2002)
- bieg na 1500 m - 4:15,54 (28.05.1997)